# 梅本駅
梅本駅（うめのもとえき）は、愛媛県松山市南梅本町にある伊予鉄道横河原線の駅である。駅番号はIY18。いよ立花駅・久米駅とともに横河原線の交通結節点に指定されている主要駅で、駅前にはループバスが乗り入れている。副駅名は四国がんセンター前。

## 歴史
- 1935年（昭和10年）5月1日：開業。
- 1981年（昭和56年）5月11日：168メートル横河原方に移転。

## 駅構造
島式ホーム1面2線を有する地上駅で有人駅である。
横河原線は人身事故などの緊急時に当駅または久米駅での折返し運転を実施する。

### のりば
| 番線 | 路線      | 行先             |
| ---- | --------- | ---------------- |
| 1    | ■横河原線 | 久米・松山市方面 |
| 2    | ■横河原線 | 横河原方面       |

## 駅周辺
- 南梅本公園
- 南梅本集会場
- 国立病院機構四国がんセンター - 同センターの移転完成時に駅名の表示は「梅本駅 四国がんセンター前」に変更されている。
- フジグラン重信
  - フジゆるぎの郵便局
  - シネマサンシャイン重信（シネマコンプレックス）
- 悪社川

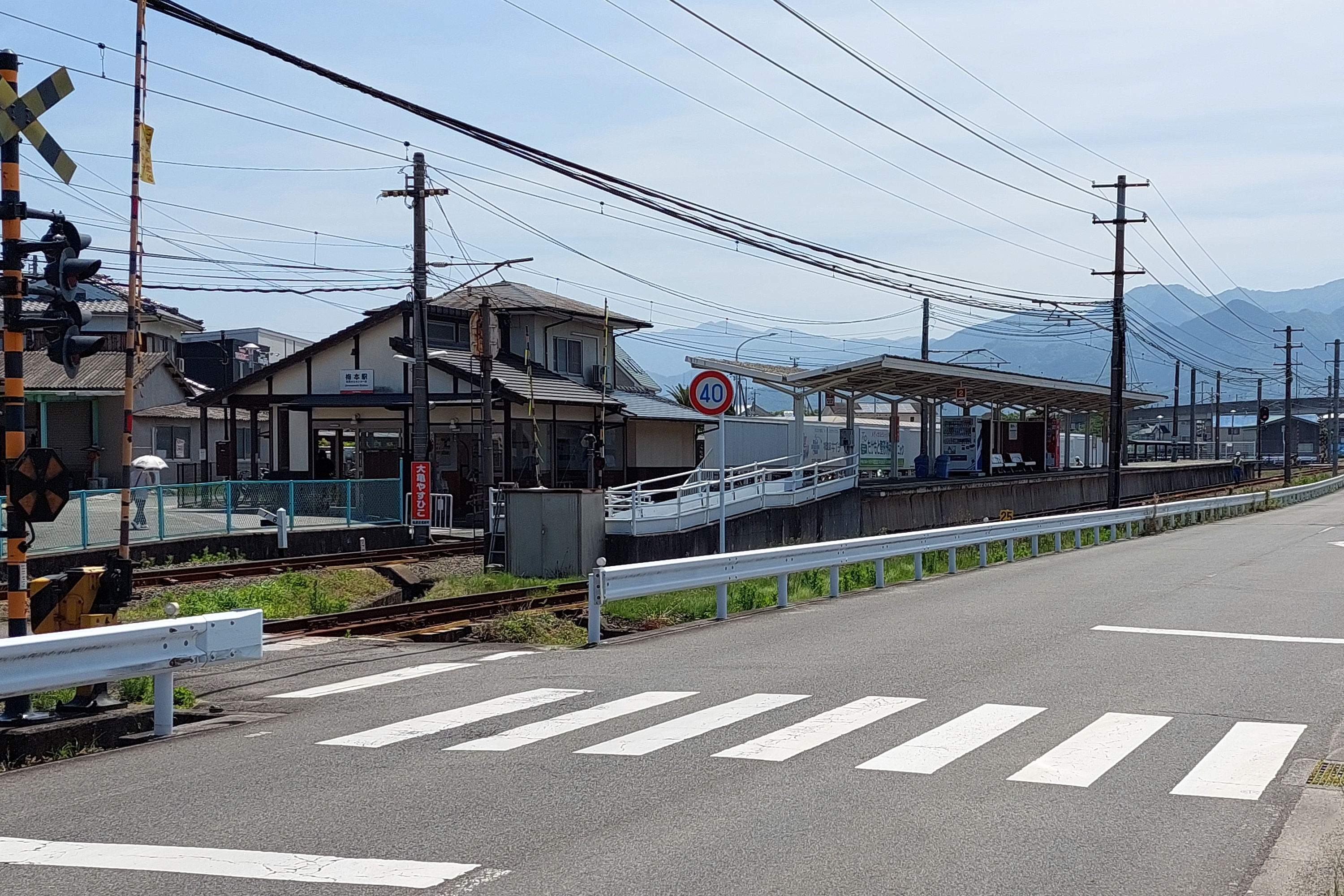
全景
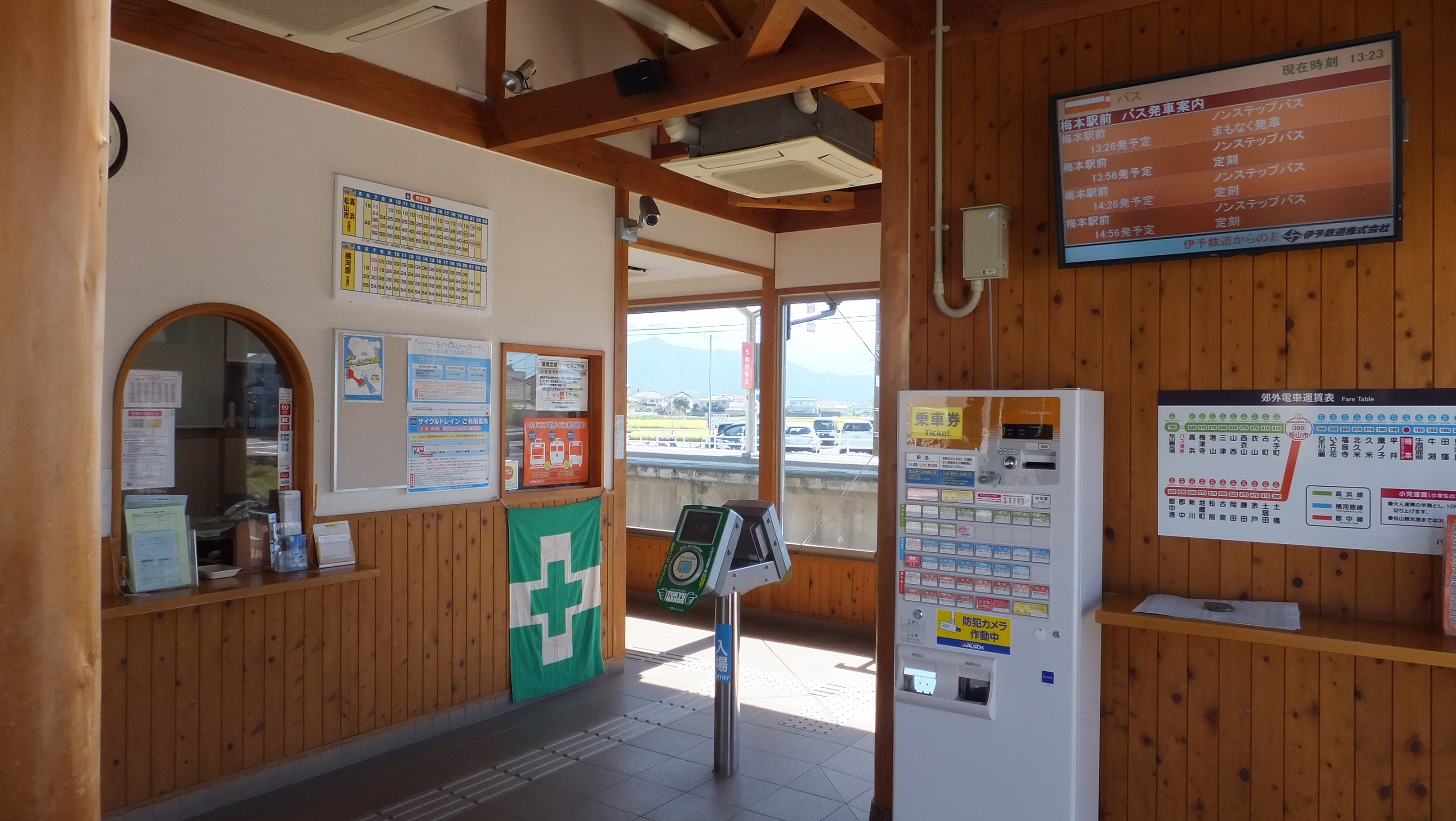
駅舎内
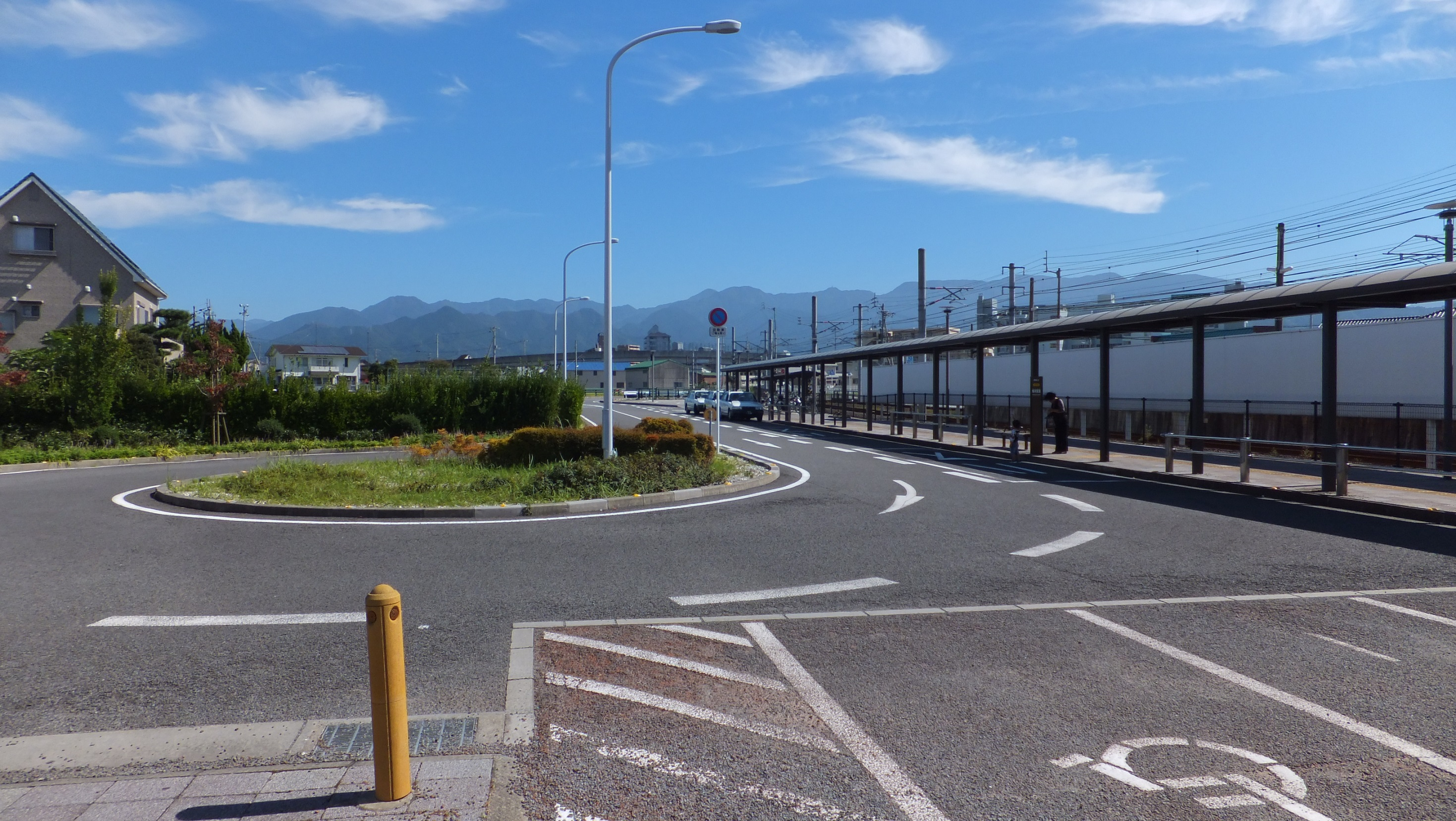
バスのりば
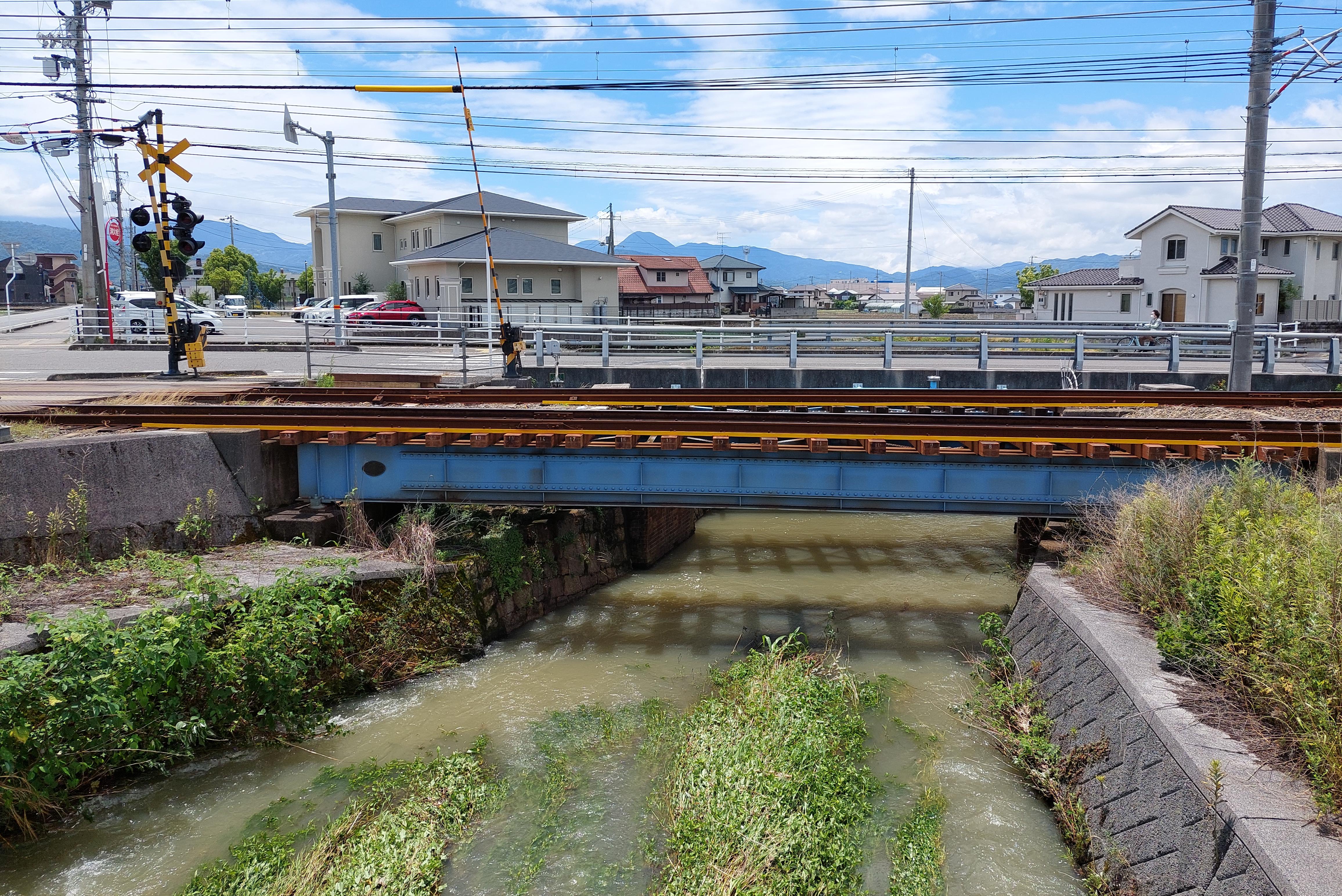
悪社川

## バス路線
駅前バスのりばから、四国がんセンターを経由してフジグラン重信を結ぶ伊予鉄バス「電車連絡梅本ループ線」が発着している。
| バス停名 | 路線番号  | 路線名               | 経路                                                                                            |
| 梅本駅前 | (96/電連) | 電車連絡梅本ループ線 | 梅本駅前 - 四国がんセンター - 野田一丁目 - ダイキ重信店前 - グランモール入口 - フジグラン重信SC |

## 隣の駅
伊予鉄道
■横河原線
平井駅 (IY17) - 梅本駅 (IY18) - 牛渕団地前駅 (IY19)